# Rama Brew
Rama Brew es una veterana actriz, personalidad de televisión y jazzista ganesa.

## Biografía
Aunque de niña quería ser bailarina, su padre no estaba de acuerdo. Posteriormente una tía que trabajaba en Ghana Broadcasting Corporation (GBC), la presentó a la televisión.

## Carrera
Brew comenzó a actuar en 1972 y fue protagonista en telenovelas como "Avenue A" y "Villa Kakalika". Su primera película fue "Farewell To Dope" para la entonces Ghana Films, actualmente conocida como TV3.  Se convirtió en la protagonista de la serie de televisión " Ultimate Paradise " en 1993 cuando se mudó a Ghana.  Obtuvo el premio a la mejor actriz en 1994. 
Además de la actuación es cantante de jazz.
Fue presentadora de un programa para niños en la entonces 'Groove FM'.   Más tarde se convirtió en juez en el programa de talentos musicales de TV3, 'Mentor'.   

## Vida personal
Michelle Attoh, su hija, también es actriz.